# 范鳳琴
范鳳琴是台灣的梅花繡工藝家，在桃園市蘆竹區經營范鳳琴刺繡工坊。
范鳳琴是客家人，就讀國小時便熱衷於刺繡藝術，國中時便因為傑出的手藝而在家政課教師介紹下為工藝行代工。高職畢業後曾有短暫工作，婚後擔任家庭主婦，也幫人繡學號貼補家用。之後她在台北參觀梅花繡展覽，並在1989年拜師習藝，向楊秀治學習梅花繡，其作品多以花草樹木為題，作品曾入選全省美展、南瀛美展、傳統工藝獎、大墩美展、桃源美展。2005年，范鳳琴開辦首次個人展覽，展出三十餘件作品。2016年，范鳳琴於臺中市葫蘆墩文化中心開展。